# Orchis militaris
L'orchide militare (Orchis militaris L., 1753) è una pianta appartenente alla famiglia delle Orchidacee.
L'epiteto specifico deriva dal latino militaris = militare, con riferimento alla caratteristica forma a casco del perianzio di questa specie.

## Descrizione

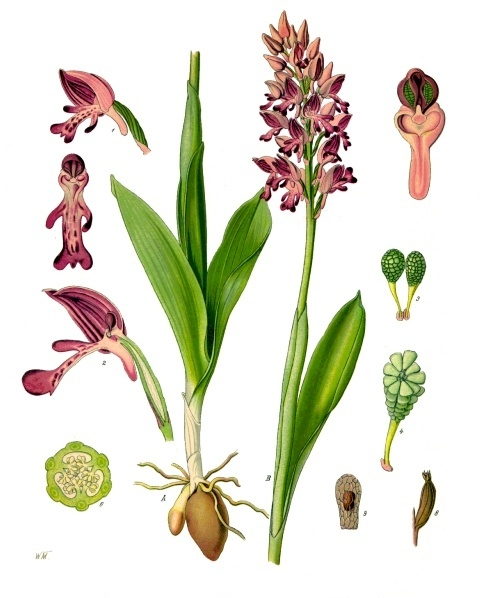
Tavola botanica di Orchis militaris (Koehler's Medizinal-Pflanzen 1887)

È una pianta erbacea geofita bulbosa, con fusto alto 20–60 cm, di colore violaceo. 

L'apparato radicale è costituito da due rizotuberi tondeggianti.

Le foglie basali, ovato-lanceolate, sono riunite a rosetta, le cauline si avvolgono a guaina sul fusto; le brattee sono corte, membranacee, di colore rosaceo.
I fiori (da 10 a 40) sono riuniti in una infiorescenza a spiga, inizialmente ovale o subconica e densa, in seguito cilindrica e lassa.

I sepali e i petali sono uniti a formare un casco, di colore biancastro, talora con sfumature rosacee all'esterno, con striature violacee all'interno. Il labello è nettamente trilobato, lungo 10–15 mm, con lobi laterali rosa-violacei e lobo mediano, attraversato da una banda longitudinale biancastra, che termina a sua volta con due lobuli arrotondati e divergenti, tra i quali è spesso presente una piccola appendice dentiforme. Lo sperone è cilindrico, diretto verso il basso. Il ginostemio presenta una cavità stigmatica cuoriforme, antere contigue con masse polliniche verdastre.
 
È stata descritta anche una forma apocromatica albiflora, con fiori interamente bianchi.
Fiorisce da fine aprile ad inizio di luglio.
Il numero cromosomico di Orchis militaris è 2n=42.

## Distribuzione e habitat
È una specie con areale euro-asiatico, esteso dalla Spagna alla Siberia.

In Italia è presente sui rilievi alpini e dell'Appennino centro-settentrionale; assente nell'Italia meridionale e nelle isole maggiori.
Predilige i suoli calcarei, in piena luce o a mezz'ombra, da 0 a 1800 m di altitudine.